# العلاقات البوليفية الميكرونيسية
العلاقات البوليفية الميكرونيسية هي العلاقات الثنائية التي تجمع بين بوليفيا وولايات ميكرونيسيا المتحدة.

## مقارنة بين البلدين
هذه مقارنة عامة ومرجعية للدولتين:
| وجه المقارنة                                              | بوليفيا                                          | ولايات ميكرونيسيا المتحدة |
| --------------------------------------------------------- | ------------------------------------------------ | ------------------------- |
| المساحة (كم2)                                             | 1.10 مليون                                       | 702                       |
| عدد السكان (نسمة)                                         | 11.05 مليون                                      | 105.54 ألف                |
| الكثافة السكانية (ن./كم²)                                 | 10.05                                            | 15.03 ألف                 |
| العاصمة                                                   | سوكري، لاباز                                     | باليكير                   |
| اللغة الرسمية                                             | اللغة الإسبانية، اللغة الأيمرية، كتشوا، غوارانية | لغة إنجليزية              |
| العملة                                                    | بوليفاريو بوليفي                                 | دولار أمريكي              |
| الناتج المحلي الإجمالي (بليون دولار)                      | 37.51 مليار                                      | 336.43 مليون              |
| الناتج المحلي الإجمالي (تعادل القوة الشرائية) بليون دولار | 74.58 مليار                                      | 365.27 مليون              |
| الناتج المحلي الإجمالي الاسمي للفرد دولار أمريكي          | 3.08 ألف                                         | 3.02 ألف                  |
| الناتج المحلي الإجمالي للفرد دولار أمريكي                 | 6.63 ألف                                         |                           |
| مؤشر التنمية البشرية                                      | 0.662                                            | 0.640                     |
| رمز المكالمات الدولي                                      | +591                                             | +691                      |
| رمز الإنترنت                                              | .bo                                              | .fm                       |
| المنطقة الزمنية                                           | 00                                               |                           |

## منظمات دولية مشتركة
يشترك البلدان في عضوية مجموعة من المنظمات الدولية، منها:
| علم المنظمة | اسم المنظمة                        | تاريخ انضمام بوليفيا | تاريخ انضمام ولايات ميكرونيسيا المتحدة |
| ----------- | ---------------------------------- | -------------------- | -------------------------------------- |
|             | مؤسسة التنمية الدولية              | 21 يونيو 1961        | 24 يونيو 1993                          |
|             | منظمة حظر الأسلحة الكيميائية       | ?                    | ?                                      |
|             | الأمم المتحدة                      | 14 نوفمبر 1945       | 17 سبتمبر 1991                         |
|             | وكالة ضمان الاستثمار متعدد الأطراف | 3 أكتوبر 1991        | 11 أغسطس 1993                          |
|             | مؤسسة التمويل الدولية              | 20 يوليو 1956        | 24 يونيو 1993                          |
|             | البنك الدولي للإنشاء والتعمير      | 27 ديسمبر 1945       | 24 يونيو 1993                          |
|             | الاتحاد الدولي للاتصالات           | 1 يونيو 1907         | 18 مارس 1993                           |
|             | يونسكو                             | 13 نوفمبر 1946       | 19 أكتوبر 1999                         |

## وصلات خارجية
- موقع وزارة الخارجية البوليفية